# Иванково (Мишкинский район)
Иванково — село Гладышевского сельсовета Мишкинского района Курганской области.

## География
Расположено у реки Миасс.

## История
До 1917 года центр Иванковской волости Челябинского уезда Оренбургской губернии. По данным на 1926 год состояло из 161 хозяйства. В административном отношении являлось центром Иванковского сельсовета Мишкинского района Челябинского округа Уральской области.

## Население
| 1989 | 2002 | 2010 |
| ---- | ---- | ---- |
| 83   | ↘74  | ↘47  |

По данным переписи 1926 года в селе проживало 765 человек (370 мужчин и 395 женщин), в том числе: русские составляли 100 % населения.

## Русская православная церковь
В селе существует здание полуразрушенная церковь Николая Чудотворца (год постройки 1850 год). В советские годы использовалась как зерно хранилище и клуб.  Вокруг здания была кованная ограда, которые была увезена в Киров. 